# Kevin Sorbo
Kevin Sorbo (Mound, Minnesota, 1958. szeptember 24. –) amerikai színész.
Legismertebb alakítása a Herkules című fantasysorozat címszerepe, továbbá Dylan Hunt az Androméda című sci-fi sorozatban.

## Fiatalkora és tanulmányai
A minnesotai Moundban született, ápoló, illetve matematika-biológiatanár szülők gyermekeként. Norvég származású, lutheránus hitben nevelkedett.
A Moorhead State Egyetemen tanult, majd modellként dolgozott hirdetési anyagokban és tévéreklámokban az 1980-as években.

## Pályafutása

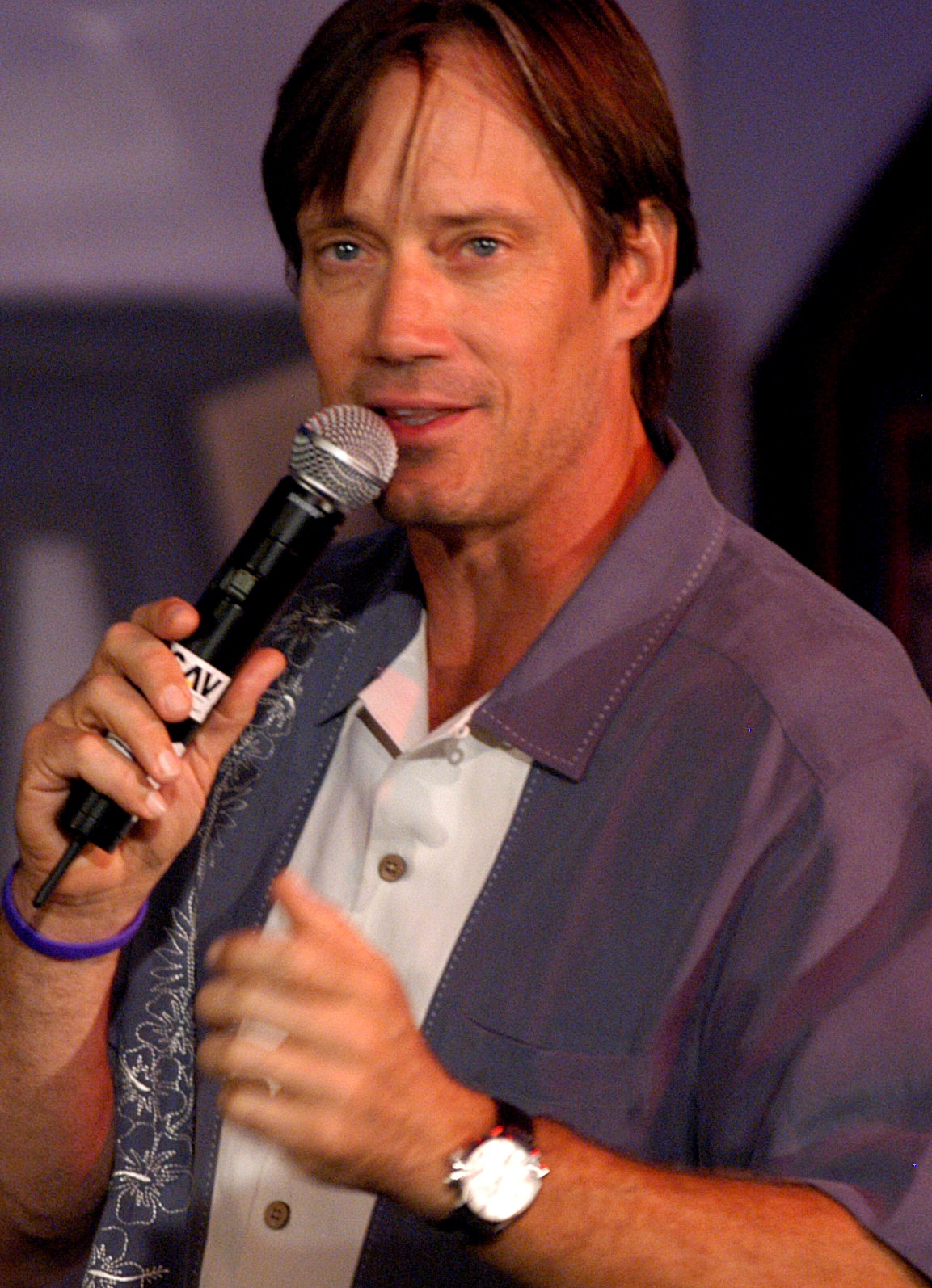
A 2005-ös Gateconon

Számos televíziós sorozatban vállalt epizódszerepeket, mire 1994-ben megkapta a Herkules címszerepét. A népszerű sorozat befejezése után Dylan Hunt kapitány szerepét játszotta Gene Roddenberry Androméda című sorozatában 2000 és 2005 között. Több más szerepre is esélyes volt, amiket végül nem kapott meg, köztük a Lois és Clark: Superman legújabb kalandjai és az X-akták vezető szerepei.
1997-ben a főszerepben volt látható a Kull, a hódító című mozifilmben. A mozivászonra 2008]ban tért vissza a Spárta a köbön című vígjátékban.

## Magánélete
1998. január 5-én feleségül vette Sam Jenkins színésznőt. Első gyermekük, Braedon Cooper Sorbo 2001. augusztus 22-én, második fiuk, Shane Haaken Sorbo 2004. március 31-én született. Születési súlya új rekordot állított be a nevadai kórházban. Harmadik gyermekük egy kislány, Octavia Flynn Sorbo 2005. október 16-án jött a világra.
Kevin Sorbo az A World Fit For Kids!, tizenéveseket a kisebbek segítésére tanító nonprofit szervezet szóvivője és adományozója.

## Filmográfia

### Film

#### Rendező és producer
| Év   | Magyar cím                     | Eredeti cím                                        | Feladatkör | Feladatkör   | Megjegyzések   |
| Év   | Magyar cím                     | Eredeti cím                                        | Rendező    | Producer     | Megjegyzések   |
| ---- | ------------------------------ | -------------------------------------------------- | ---------- | ------------ | -------------- |
| 2009 | Mélyben izzó tűz               | Fire from Below                                    | Nem        | Vezető       |                |
| 2009 |                                | Wolf Canyon                                        | Nem        | Vezető       | tévéfilm       |
| 2010 |                                | The 12 Biggest Lies                                | Nem        | Vezető       | dokumentumfilm |
| 2012 | Roosevelt, a faszagyerek       | FDR: American Badass!                              | Nem        | Vezető       |                |
| 2012 |                                | Abel's Field                                       | Nem        | Vezető       |                |
| 2014 |                                | Alongside Night                                    | Nem        | Vezető       |                |
| 2015 |                                | Hope Bridge                                        | Nem        | Társproducer |                |
| 2015 |                                | One More Round                                     | Nem        | Vezető       |                |
| 2015 |                                | Single in South Beach                              | Nem        | Igen         |                |
| 2015 | Mythica: A szellemidéző        | Mythica: The Necromancer                           | Nem        | Vezető       |                |
| 2016 | Mythica: A vaskorona legendája | Mythica: The Iron Crown                            | Nem        | Vezető       |                |
| 2016 | Mythica: Elátkozott szövetség  | Mythica: The Godslayer                             | Nem        | Vezető       |                |
| 2017 | Legyen világosság              | Let There Be Light                                 | Igen       | Nem          |                |
| 2018 |                                | Bleeding Blue                                      | Nem        | Tanácsadó    |                |
| 2018 | Bernie, a delfin               | Bernie the Dolphin                                 | Nem        | Koproducer   |                |
| 2019 |                                | The Reliant                                        | Nem        | Vezető       |                |
| 2019 |                                | Miracle in East Texas                              | Igen       | Igen         |                |
| 2020 |                                | Six Feet of Separation                             | Nem        | Koproducer   | dokumentumfilm |
| 2020 |                                | Against the Tide: Finding God in an Age of Science | Nem        | Igen         | dokumentumfilm |
| 2020 |                                | Faith Under Fire                                   | Nem        | Koproducer   |                |
| 2023 |                                | Left Behind: Rise of the Antichrist                | Igen       | Nem          |                |
| 2024 |                                | The Firing Squad                                   | Nem        | Vezető       |                |

#### Színész
| Év   | Magyar cím                                | Eredeti cím                                                          | Szerep                      | Magyar hang       |
| ---- | ----------------------------------------- | -------------------------------------------------------------------- | --------------------------- | ----------------- |
| 1993 | Őrült hajlam (Ártatlanok mészárlása)      | Slaughter of the Innocents                                           | John Willison               | Haás Vander Péter |
| 1993 | Őrült hajlam (Ártatlanok mészárlása)      | Slaughter of the Innocents                                           | John Willison               | Kőszegi Ákos      |
| 1997 | Kull, a hódító                            | Kull the Conqueror                                                   | Kull                        | Kőszegi Ákos      |
| 1998 | Hercules és Xena: Harc a Titánokkal       | Hercules and Xena – The Animated Movie: The Battle for Mount Olympus | Hercules (hangja)           | Sótonyi Gábor     |
| 2004 | Lelki gubancok                            | Clipping Adam                                                        | Dan atya                    |                   |
| 2007 | Emelt fővel: Visszavágó                   | Walking Tall: The Payback                                            | Nick Prescott               | Kőszegi Ákos      |
| 2007 | Emelt fővel: Magányos igazságszolgáltatás | Walking Tall: Lone Justice                                           | Nick Prescott               | Kőszegi Ákos      |
| 2008 | Spárta a köbön                            | Meet the Spartans                                                    | százados                    | Kamarás Iván      |
| 2008 | A préri gyermekei                         | Prairie Fever                                                        | Preston Biggs seriff        | Kőszegi Ákos      |
| 2008 | Amerikai ének                             | An American Carol                                                    | George Mulrooney            | Kőszegi Ákos      |
| 2009 | Mélyben izzó tűz                          | Fire from Below                                                      | Jake Denning                | Kőszegi Ákos      |
| 2009 |                                           | Bitch Slap                                                           | Mr. Phoenix                 |                   |
| 2010 |                                           | What If...                                                           | Ben Walker                  |                   |
| 2010 | Míkonosz királyai                         | Wog Boy 2: Kings of Mykonos                                          | Pierluigi                   |                   |
| 2010 | Vámpírok alkonya                          | Tales of an Ancient Empire                                           | Aedan                       |                   |
| 2010 |                                           | Pool Boy: Drowning Out the Fury                                      | Sal Bando                   |                   |
| 2010 | Paradoxon                                 | Paradox                                                              | Sean Nault nyomozó          | Kőszegi Ákos      |
| 2011 | Életem a szörf                            | Soul Surfer                                                          | Holt Blanchard              | Laklóth Aladár    |
| 2011 |                                           | Julia X                                                              | az Idegen                   |                   |
| 2011 |                                           | Coffin                                                               | Sean Justice                |                   |
| 2012 |                                           | Abel's Field                                                         | Abel                        |                   |
| 2012 | Avarice – Átok az űrből                   | Black Box                                                            | James                       |                   |
| 2012 |                                           | Sorority Party Massacre                                              | Dan Fanning százados        |                   |
| 2012 | Roosevelt, a faszagyerek                  | FDR: American Badass!                                                | Abraham Lincoln             |                   |
| 2013 |                                           | Paranormal Movie                                                     | biztonsági őr               |                   |
| 2013 |                                           | Storm Rider                                                          | Sam Fielding                |                   |
| 2013 | Reszkessetek, kutyaütők!                  | Alone for Christmas                                                  | Quentin                     | Jakab Csaba       |
| 2014 |                                           | One Shot                                                             | Gibson parancsnok           |                   |
| 2014 |                                           | Alongside Night                                                      | Dr. Martin Vreeland         |                   |
| 2014 | Az utolsó csillagharcos                   | Survivor                                                             | Hunter százados             | Haás Vander Péter |
| 2014 |                                           | The Black Rider: Revelation Road                                     | Honcho                      |                   |
| 2014 | Kávéházi szerelem                         | Coffee Shop                                                          | producer                    |                   |
| 2014 |                                           | God's Not Dead                                                       | Jeffrey Radisson professzor |                   |
| 2014 | Mythica: Hősök nyomában                   | Mythica: A Quest for Heroes                                          | Gojun Pye                   | Kőszegi Ákos      |
| 2015 |                                           | Confessions of a Prodigal Son                                        | apa                         |                   |
| 2015 |                                           | The Sparrows: Nesting                                                | Dave lelkész                |                   |
| 2015 |                                           | Single in South Beach                                                | Sam                         |                   |
| 2015 |                                           | Hope Bridge                                                          | Eric                        |                   |
| 2015 | Mythica: Sötét erő                        | Mythica: The Darkspore                                               | Gojun Pye                   | Kőszegi Ákos      |
| 2015 |                                           | One More Round                                                       | Billy Jack Taylor           |                   |
| 2015 |                                           | Gallows Road                                                         | Frank                       |                   |
| 2015 | Mythica: A szellemidéző                   | Mythica: The Necromancer                                             | Gojun Pye                   | Kőszegi Ákos      |
| 2016 |                                           | Caged No More                                                        | Richard / Jack              |                   |
| 2016 |                                           | Forgiven                                                             | Morgan hadnagy              |                   |
| 2016 | Mythica: A vaskorona legendája            | Mythica: The Iron Crown                                              | Gojun Pye                   | Kőszegi Ákos      |
| 2016 |                                           | Rodeo Girl                                                           | Duke Williams               |                   |
| 2016 | Mythica: Elátkozott szövetség             | Mythica: The Godslayer                                               | Gojun Pye                   | Kőszegi Ákos      |
| 2016 |                                           | Joseph & Mary                                                        | Szent József                |                   |
| 2016 |                                           | Spirit of the Game                                                   | Parley Condie               |                   |
| 2017 | Legyen világosság                         | Let There Be Light                                                   | Dr. Sol Harkins             |                   |
| 2018 | Bernie, a delfin                          | Bernie the Dolphin                                                   | Winston Mills               |                   |
| 2019 |                                           | The Reliant                                                          | Rick                        |                   |
| 2019 |                                           | Miracle in East Texas                                                | Doc Boyd                    |                   |
| 2019 | Bernie, a delfin 2.                       | Bernie the Dolphin 2                                                 | Winston Mills               |                   |
| 2020 |                                           | The Penitent Thief                                                   | Heródes király              |                   |
| 2020 |                                           | Against the Tide: Finding God in an Age of Science                   | önmaga                      |                   |
| 2021 |                                           | The Girl Who Believes in Miracles                                    | Dr. David Riley             |                   |
| 2021 |                                           | Chosen                                                               | Wayne Reynolds              |                   |
| 2023 |                                           | Left Behind: Rise of the Antichrist                                  | Rayford Steele              |                   |
| 2024 |                                           | The Firing Squad                                                     | Lynbrook lelkész            |                   |
| 2024 |                                           | Reagan                                                               | Cleaver tiszteletes         |                   |
| 2024 |                                           | Until the Last Promise                                               | Thomas lelkész              |                   |
| 2024 |                                           | Devil's Knight                                                       | Baldur százados             |                   |
| 2024 |                                           | The Last Redemption                                                  | Lord Roland                 |                   |

### Televízió

#### Tévéfilm
| Év   | Magyar cím                           | Eredeti cím                          | Szerep                     | Magyar hang          |
| ---- | ------------------------------------ | ------------------------------------ | -------------------------- | -------------------- |
| 1992 | Fertőzésveszély                      | Condition: Critical                  | Dr. Thaddeus Kocinski      | Szabó Sipos Barnabás |
| 1994 | Herkules és az amazonok              | Hercules and the Amazon Women        | Hercules                   | Kőszegi Ákos         |
| 1994 | Herkules és az elveszett királyság   | Hercules and the Lost Kingdom        | Hercules                   | Kőszegi Ákos         |
| 1994 | Herkules és a tűzkarika              | Hercules and the Circle of Fire      | Hercules                   | Kőszegi Ákos         |
| 1994 | Herkules az alvilágban               | Hercules in the Underworld           | Hercules                   | Kőszegi Ákos         |
| 1994 | Herkules a Minotaurusz útvesztőjében | Hercules in the Maze of the Minotaur | Hercules                   | Kőszegi Ákos         |
| 2005 |                                      | Bobby Cannon                         | Bobby Cannon               |                      |
| 2006 |                                      | Last Chance Café                     | Chance Coulter             |                      |
| 2007 |                                      | Avenging Angel                       | prédikátor                 |                      |
| 2007 | Ismeretlen mélység                   | Something Beneath                    | Douglas Middleton atya     | Kőszegi Ákos         |
| 2008 | Ne kiálts vérfarkast!                | Never Cry Werewolf                   | Redd Tucker                | Sörös Sándor         |
| 2009 | Pokoli villám                        | Lightning Strikes                    | Ted Bradly                 | Epres Attila         |
| 2009 |                                      | Wolf Canyon                          | Rick / Wolf seriff         |                      |
| 2010 |                                      | The Santa Suit                       | Drake Hunter / Santa Claus |                      |
| 2011 |                                      | Flesh Wounds                         | Tyler hadnagy              |                      |
| 2012 |                                      | Christmas Angel                      | Dr. Nathan Davis           |                      |
| 2013 | Pár hektárral többért                | Shadow on the Mesa                   | Ray Eastman                | Kőszegi Ákos         |

#### Sorozat
| Év        | Magyar cím               | Eredeti cím                           | Szerep                       | Megjegyzések                                                                   |
| --------- | ------------------------ | ------------------------------------- | ---------------------------- | ------------------------------------------------------------------------------ |
| 1986      |                          | Santa Barbara                         | Lars                         | 1 epizód                                                                       |
| 1988      |                          | 1st & Ten                             | Barry                        | 1 epizód                                                                       |
| 1992      | Cheers                   | Cheers                                | bár vendége                  | 1 epizód (stáblistán nem szerepel)                                             |
| 1993      | Gyilkos sorok            | Murder, She Wrote                     | Michael Burke                | 1 epizód                                                                       |
| 1993      | Mókás hekus              | The Commish                           | Mark                         | 1 epizód                                                                       |
| 1995      | Cybill                   | Cybill                                | Rick                         | 1 epizód                                                                       |
| 1995–1999 | Herkules                 | Hercules: The Legendary Journeys      | Hercules                     | - főszereplő (111 epizód) - rendező (2 epizód) - magyar hangja: - Kőszegi Ákos |
| 1995–2000 | Xena: A harcos hercegnő  | Xena: Warrior Princess                | Hercules                     | 2 epizód                                                                       |
| 1999      | Divatalnokok             | Just Shoot Me!                        | Scott                        | 1 epizód                                                                       |
| 2000–2005 | Androméda                | Andromeda                             | Dylan Hunt százados          | főszereplő (110 epizód) vezető producer                                        |
| 2001      | Dharma és Greg           | Dharma & Greg                         | Charlie                      | 4 epizód                                                                       |
| 2003      | Jim szerint a világ      | According to Jim                      | Darryl Buckner               | 1 epizód                                                                       |
| 2004      |                          | Hope & Faith                          | Kenny                        | 1 epizód                                                                       |
| 2005      |                          | Love, Inc.                            | John atya                    | 1 epizód                                                                       |
| 2006      | Két pasi – meg egy kicsi | Two and a Half Men                    | Andy                         | 1 epizód                                                                       |
| 2006–2007 | A narancsvidék           | The O.C.                              | Frank Atwood                 | 7 epizód                                                                       |
| 2007      | Psych – Dilis detektívek | Psych                                 | Byrd Tatums                  | 1 epizód                                                                       |
| 2008      |                          | The Middleman                         | 1969 middleman / Guy Goddard | 1 epizód                                                                       |
| 2009      | Elvált Gary              | Gary Unmarried                        | Larry                        | 1 epizód                                                                       |
| 2009–2010 |                          | The Super Hero Squad Show             | Ka-Zar (hangja)              | 2 epizód                                                                       |
| 2010      | Hawaii Five-0            | Hawaii Five-0                         | Carlton Bass                 | 1 epizód                                                                       |
| 2011      |                          | The Guild                             | önmaga                       | 1 epizód                                                                       |
| 2012      | Ne bízz a ribiben!       | Don't Trust the B---- in Apartment 23 | önmaga                       | 1 epizód                                                                       |
| 2012      |                          | Key & Peele                           | Brad                         | 1 epizód                                                                       |
| 2012      |                          | The Eric Andre Show                   | önmaga                       | 1 epizód                                                                       |
| 2017      | Supergirl                | Supergirl                             | Lar Gand                     | 3 epizód                                                                       |